# Ristjärnarna, Lappland
Ristjärnarna är en sjö i Åsele kommun i Lappland och ingår i Ångermanälvens huvudavrinningsområde. Sjön har en area på 0,0837 kvadratkilometer och ligger 340,4 meter över havet.

## Delavrinningsområde
Ristjärnarna ingår i det delavrinningsområde (711305-155203) som SMHI kallar för Mynnar i Sämsjöån. Medelhöjden är 358 meter över havet och ytan är 11,73 kvadratkilometer. Det finns inga avrinningsområden uppströms utan avrinningsområdet är högsta punkten. Vattendraget som avvattnar avrinningsområdet har biflödesordning 3, vilket innebär att vattnet flödar genom totalt 3 vattendrag innan det når havet efter 187 kilometer. Avrinningsområdet består mestadels av skog (83 procent). Avrinningsområdet har 0,23 kvadratkilometer vattenytor vilket ger det en sjöprocent på 1,9 procent.